# Антивоєнні протести 15 лютого 2003 року

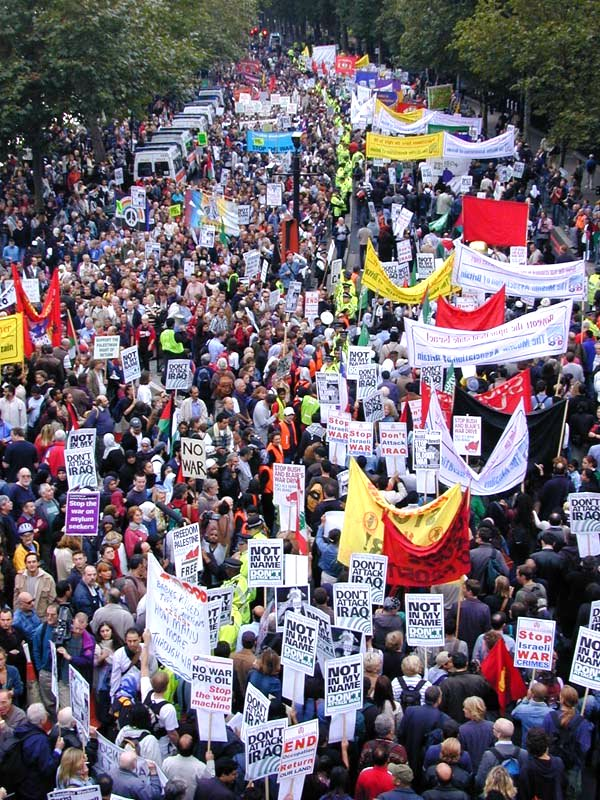
Протести в Лондоні

Антивоєнні протести 15 лютого 2003 года — скоординований день протеста проти вторгнення США та її соїзників в Ірак, яке почалося 20 березня 2003 року. Демонстрації, проведенні у цей день, були частиною протестів проти Іракської війни, які почались в 2002. Оцінка числа учасників протеста різняться. Згідно BBC, в протестах взяли участь від шести до десяти мільйонів людей в шістдесяти країнах в період з 15 по 16 лютого; інші оцінки перебувають у діапазоні восьми-тридцяти мільйонів. Найбільші протести пройшли в країнах, які брали участь у вторгненні в Ірак чи підтримали його. Найбільші протести були в Європі. У протесті в Римі, який був занесений в 2004 до Книги рекордів Гіннесса як найбільша антивоєнна демонстрація в історії усього світа, взяло участь близько трьох мільйонів людей. 